# Bryan Rabello
Bryan Martín Rabello Mella (ur. 16 maja 1994) – chilijski piłkarz grający na pozycji ofensywnego pomocnika.  Obecnie jest piłkarzem meksykańskiego Pumas UNAM.
Posiada polskie obywatelstwo po dziadkach oraz hiszpańskie.

## Kariera klubowa

### Colo-Colo
Rabello zadebiutował w barwach CSD Colo-Colo 7 października 2009 w wieku 15 lat, kiedy w 36 minucie zmienił Charlesa Aránguiza w spotkaniu z Lota Schwager na wyjeździe w Copa Chile. W kolejnym sezonie zadebiutował na własnym terenie, również w Copa Chile, przeciwko Curicó Unido. 22 sierpnia 2010 zadebiutował w lidze, przeciwko Unión Española. 5 grudnia 2010, w ostatnim meczu sezonu, trafił swoją pierwszą bramkę.

### Sevilla
W czerwcu 2012 podpisał kontrakt z hiszpańską Sevillą.